# Ectenopsis fusca
Ectenopsis fusca är en tvåvingeart som beskrevs av M. Josephine Mackerras 1956. Ectenopsis fusca ingår i släktet Ectenopsis och familjen bromsar. Inga underarter finns listade i Catalogue of Life.